# Eline Arbo
Eline Arbo (Tromsø, 13 januari 1986) is een Nederlandse toneelregisseur van Noorse afkomst. Op 1 september 2023 volgde zij Ivo van Hove op als artistiek directeur van het Internationaal Theater Amsterdam. Ze geldt als een van Nederlands beste en meest onderscheiden regisseurs.

## Levensloop
Arbo is de dochter van een socioloog (vader) en kunstenaar (moeder) en werd geboren in een activistische wijk van Tromsø (Noorwegen) waar veel gedemonstreerd werd. Gedurende haar puberteit probeerde ze hier afstand van te nemen, bleef wel strijdbaar, maar zag niet alles meer uit de positie zwart-wit. Ze studeerde tussen 2008 en 2012 theaterwetenschappen aan de Universiteit van Oslo. Daarna trok ze naar Amsterdam om er vier jaar regie te studeren aan de Academie voor Theater en Dans. Hiervoor moest ze verplicht in een stoomcursus Nederlands leren. Na haar afstuderen verdeelde ze haar activiteiten tussen Noorwegen en Nederland, waarbij ze een grote productiviteit aan de dag legde.
Van 2022 tot september 2023 was zij begeleidend artistiek directeur naast Ivo van Hove bij Internationaal Theater Amsterdam (ITA). Vanaf januari 2023 was zij "Ibsen artist in residence". Op 1 september 2023 volgde ze Van Hove op als artistiek directeur.

## Artistieke visie
Arbo bewerkt de boeken, films en toneelstukken waarop ze zich baseert bijna altijd zelf, en vaak op een radicale wijze. In haar voorstellingen kiest ze daarbij niet voor sentimenten of gemakkelijke romantiek, maar geeft ze aandacht aan de maatschappelijke normen of invloeden waarmee haar personages te maken hebben, variërend van klassenbewustzijn tot feminisme. De hoofdpersonen moeten hun momenten van bevrijding of verbondenheid zwaar bevechten en bewaken, een engagement dat haar onderscheidt van haar voorganger Ivo van Hove. In haar voorstellingen smelten politiek-maatschappelijke betrokkenheid, een sterk gevoel voor muzikaliteit en haar talent om een groep acteurs tot een organisch ensemble te smeden, samen. Dit laatste bereikt ze door alle medewerkers in het maakproces van een voorstelling te betrekken. Zie kiest voor een democratiserende en transparante werkwijze in plaats van een regisseur te zijn die alles van bovenaf oplegt. Haar levenspartner Thijs van Vuure (van huis uit bioloog, maar werkzaam als componist, arrangeur en muziekregisseur bij het Noord Nederlands Toneel) speelt een belangrijke rol in de muzikale invulling van haar werk.

## Werk
- 2020: Toneelschuur: voorstellingen van Weg met Eddy Bellegueule, naar En finir avec Eddy Bellegueule van Édouard Louis

- 2021: Het Nationale Theater: Yerma

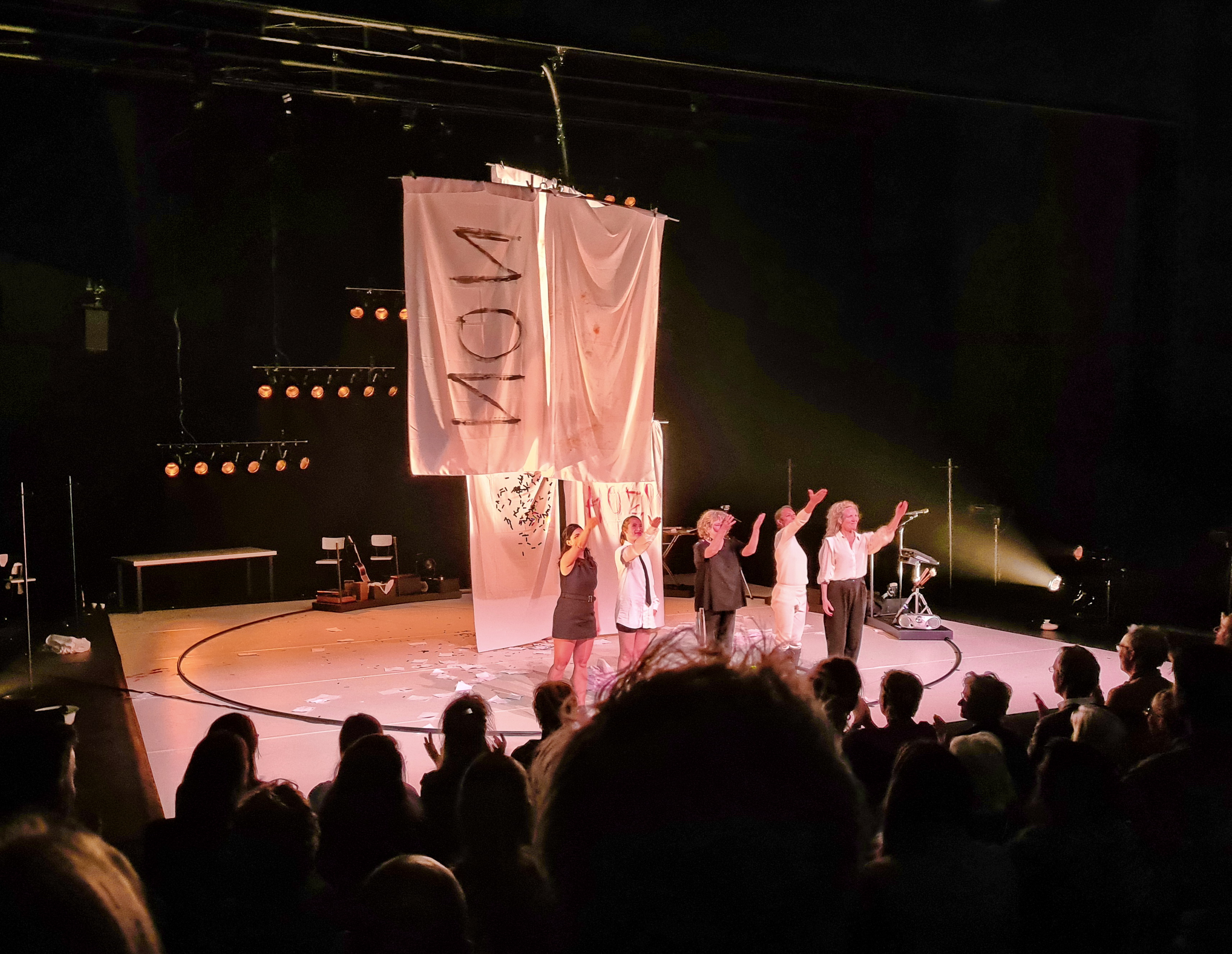
De jaren (2022), hier tijdens een reprise in de Rabozaal/ITA in 2024

- 2021: ITA: De uren (naar The Hours van Michael Cunningham)
- 2022: Noors toneel: Jane Eyre
- 2022: Noors toneel: Jeanne d’Arc
- 2022: Noord Nederlands Toneel: Witch Hunt
- 2022: Het Nationale Theater: De jaren, naar Les années van Annie Ernaux
- 2022: Ilias, in Kopenhagen
- 2023: Het Nationale Theater: Melancholia, Lars von Trier
- 2023: ITA: Penthesilea van Heinrich von Kleist
- 2023/2024: ITA: Prima Facie, van Suzie Miller[3]
- 2024: ITA: De Wetten, naar de gelijknamige roman van Connie Palmen[4]
- 2024: Nationaltheatret: Haugtussa, in Oslo, naar de liederencyclus van Edvard Grieg.
- 2025: ITA: Giovanni's Room, naar de gelijknamige roman van James Baldwin.
- 2025: ITA: De Wand, naar de gelijknamige roman van Marlen Haushofer.

## Prijzen
- 2020 Regieprijs, Nederlands Theater Festival voor Weg met Eddy Bellegueule
- 2020 Toneelkijkersprijs voor Weg met Eddy Bellegueule
- 2021 Mary Dresselhuys Prijs, voor haar werk in Drie zusters van Anton Tsjechov